# Radio 3DFM
3DFM est une radio associative culturelle  qui diffuse ses programmes sur la bande FM (97,0 MHz) de la région d'Arles. C'est une radio dont la programmation musicale (jazz, soul, groove-funk, africaine, etc.) défend les labels indépendants à travers des émissions thématiques. Elle possède une playlist liée à ses exigences culturelles.
Au-delà de sa mission d'informations culturelles, 3DFM est engagée dans plusieurs actions socio-éducatives, notamment avec les détenus d'un centre pénitentiaire local ou les élèves d'un lycée. 3DFM donne l'antenne à des associations telles qu'Amnesty International, ATTAC, etc.
Didier Laurent 
Animateur Radio puis chroniqueur télévision. Il fut parmi les précurseurs des émissions radio consacrées à  la "bouvine". Il débuta Ã  la radio locale de Beaucaire dans le Gard "Radio Beaucaire" sur 97 FM de 1991 Ã  2004 dans une émission hebdomadaire intitulée: "Cercle Rouge". "Cercle Rouge" était diffusée tous les jeudis de 18h30 Ã  19h30 et rediffusée tous les samedis matin Ã  9h. Durant 13 ans,Didier Laurent a reçu et interviewé toutes les personnalités du monde taurin; Les plus grands manadiers du moment: Jacques Blatière, Jean Lafont, Régine Chauvet, Louis Nicollin, Frédéric Lautier etc; ainsi que tous les grands raseteurs: Roger Pascal,Thierry Ferrand, Sabri Allouani, Luc Mezy, Hadrien Poujol, Thierry Félix etc..Tous les organisateurs de manifestations taurines, tous les clubs taurins, venaient présenter leur programme Ã  son micro. L'émission "Cercle Rouge" était très attendue et très écoutée dans toute la Camargue, de Avignon Ã  Montpellier. Didier Laurent passera ensuite de Radio Beaucaire Ã  l'audiovisuel en tant que chroniqueur tout d'abord Ã  la télévision locale "Télé Miroir" durant 5 ans puis "Mistral TV" et "TV Sud" durant 10 ans. Chroniqueur Ã  l'émission "Noir et Blanc", initiateur des commentaires de courses en direct avec "Les Intégrales"; il créera sa propre société de diffusion "Mistral Concept"

## Historique
3DFM a été fondée en 1981 par Michel Serre, un entrepreneur local, à Beaucaire (Gard), sous le nom de Radio Triton. C'est alors une radio pirate à contenu musical et thématique. En 1994, elle est officialisée sous la fréquence de 97,00 MHz et porte le nom de RVB (Radio Vidéo Beaucaire).
En janvier 2003, changement de président : c'est Gérald Martin, compositeur et DJ, qui prend la direction de la radio. En 2006, le nom de 3DFM  (aussi appelée Radio 3D ou Radio 3DFM) est donnée à la radio lorsque son siège social se déplace à Arles (Bouches-du-Rhône).
3DFM est membre du Syndicat national des radios libres.
En 2010, la radio développe un club de jazz. Le club est équipé pour recevoir des petites formations dans un maximum de confort acoustique, autant pour les spectateurs que pour les musiciens. La jauge est d'environ 70 personnes, ce qui le rapproche, dans l’esprit, des clubs de jazz des années cinquante et soixante. Il bénéficie de la logistique de la station (prise de son, transmission sur la bande FM et le web) et aussi du panorama prestigieux sur les Arènes d'Arles situées juste devant ses fenêtres. Le Jazz club propose des rendez-vous réguliers avec des soirées jazz pendant la saison culturelle.

## Modèle économique
Radio associative, selon la loi 1901, 3DFM reçoit des subventions du Fonds de soutien à l'expression radiophonique en provenance du ministère de la Culture, de la Région Provence-Alpes-Côte d'Azur, du Conseil général des Bouches-du-Rhône, et de la Ville d'Arles.
Elle requiert aussi des dons et fait un peu de publicité.

## Programmes de 3DFM
La programmation musicale issue de la playlist de plus 20 000 titres de 3DFM constitue une spécificité de cette station de radio. La station propose des programmes d'informations culturelles, sociales ou de politique internationale, et des plages consacrées à des modes d'expression plus spécifiques, avec des  contenus sociaux, culturelles et éducatifs forts (émission avec les élèves du Lycée Pasquet d'Arles ou émissions faites avec les détenus de Centre de détention pénitentiaire de Tarascon).

## Diffusion
Sa zone de diffusion dessert un bassin d'environ 290 000 habitants et son taux d'écoute est de plus de 10 000 auditeurs/jour par voie hertzienne et près de 400 auditeurs/jour sur le web et applications pour smartphones (chiffres 2013). Depuis septembre 2013, un flux Radio 3DFM est accessible sur les radios d'iTunes sous la catégorie " Eclectic".